# Discocerina communis
Discocerina communis är en tvåvingeart som beskrevs av Malloch 1934. Discocerina communis ingår i släktet Discocerina och familjen vattenflugor. Inga underarter finns listade i Catalogue of Life.